# 뻔슨은 야수
뻔슨은 야수는 미국의 애니메이션 시리즈이다.

## 방송 방영
- 미국: 2017년 1월 16일 ~ 2018년 2월 9일
- 한국: 2017년 7월 13일 ~ 2018년 3월 29일

## 캐릭터
- 뻔슨 비스트

성우: 제레미 롤리/엄상현
마이키와 친구가되어 인간 학교 학생이 된 최초의 야수.
- 마이키 먼론

성우: 벤 지루/홍범기
뻔슨의 가장 친한 인간 친구이자 가이드로 먹컬던크에서의 생활을 도와준다.
- 아만다 킬맨

성우: 카리 월그런/문남숙
빨간색, 흰색, 파란색 여학생 유니폼과 뻔슨의 천적을 입은 자칭 꽃이 만발한 잉 제누.